# Diócesis de Miarinarivo
La diócesis de Miarinarivo (en latín: Dioecesis Miarinariven(sis) y en francés: Diocèse de Miarinarivo) es una circunscripción eclesiástica latina de la Iglesia católica en Madagascar, sufragánea de la arquidiócesis de Antananarivo. La diócesis tiene al obispo Jean Claude Randrianarisoa como su ordinario desde el 15 de febrero de 2007.

## Territorio y organización
La diócesis tiene 18 000 km² y extiende su jurisdicción sobre los fieles católicos de rito latino residentes en la región de Itasy.
La sede de la diócesis se encuentra en la ciudad de Miarinarivo, en donde se halla la Catedral de Cristo Rey.
En 2019 en la diócesis existían 19 parroquias.

## Historia
La misión sui iuris de Miarinarivo fue erigida el 13 de diciembre de 1933.
El 15 de marzo de 1939 cedió una parte de su territorio a la prefectura apostólica de Morondava (hoy diócesis de Morondava) mediante decreto Quum pro faciliori de la Congregación de Propaganda Fide.
El 25 de mayo de 1939 la misión sui iuris fue elevada a vicariato apostólico con la bula Quum uti accepimus del papa Pío XII. Al mismo tiempo se amplió con porciones de territorio que pertenecían a los vicariatos apostólicos de Tananarive (hoy arquidiócesis de Antananarivo) y Majunga (hoy diócesis de Mahajanga).
El 13 de enero de 1949 cedió una parte de su territorio para la erección de la prefectura apostólica de Tsiroanomandidy (hoy diócesis de Tsiroanomandidy) mediante la bula Ad Christi regnum del papa Pío XII.
El 14 de septiembre de 1955 el vicariato apostólico fue elevado a diócesis con la bula Dum tantis del papa Pío XII.

## Estadísticas
De acuerdo al Anuario Pontificio 2020 la diócesis tenía a fines de 2019 un total de 291 950 fieles bautizados.
| Año                                                                             | Población            | Población | Población      | Sacerdotes | Sacerdotes    | Sacerdotes    | Bautizados por sacerdote | Diáconos permanentes | Religiosos | Religiosos | Parroquias |
| Año                                                                             | Bautizados católicos | Total     | % de católicos | Total      | Clero secular | Clero regular | Bautizados por sacerdote | Diáconos permanentes | Varones    | Mujeres    | Parroquias |
| ------------------------------------------------------------------------------- | -------------------- | --------- | -------------- | ---------- | ------------- | ------------- | ------------------------ | -------------------- | ---------- | ---------- | ---------- |
| 1949                                                                            | 34 019               | 69 437    | 49.0           | 14         | 12            | 2             | 2429                     |                      | 7          | 8          | 2          |
| 1969                                                                            | 60 315               | 164 373   | 36.7           | 22         | 21            | 1             | 2741                     |                      | 15         | 33         | 1          |
| 1978                                                                            | 80 164               | 198 866   | 40.3           | 15         | 12            | 3             | 5344                     |                      | 4          | 17         | 1          |
| 1990                                                                            | 109 316              | 188 000   | 58.1           | 19         | 13            | 6             | 5753                     |                      | 8          | 64         | 2          |
| 1999                                                                            | 189 182              | 387 217   | 48.9           | 29         | 22            | 7             | 6523                     |                      | 14         | 46         | 14         |
| 2000                                                                            | 195 636              | 418 342   | 46.8           | 36         | 26            | 10            | 5434                     |                      | 17         | 59         | 14         |
| 2001                                                                            | 187 735              | 374 648   | 50.1           | 31         | 24            | 7             | 6055                     |                      | 10         | 35         | 17         |
| 2002                                                                            | 184 381              | 381 000   | 48.4           | 33         | 26            | 7             | 5587                     |                      | 9          | 42         | 17         |
| 2003                                                                            | 204 087              | 373 463   | 54.6           | 36         | 28            | 8             | 5669                     |                      | 9          | 60         | 16         |
| 2004                                                                            | 192 035              | 396 774   | 48.4           | 36         | 29            | 7             | 5334                     |                      | 7          | 60         | 16         |
| 2013                                                                            | 323 000              | 497 000   | 65.0           | 44         | 36            | 8             | 7340                     |                      | 13         | 110        | 16         |
| 2016                                                                            | 300 282              | 526 070   | 57.1           | 53         | 44            | 9             | 5665                     |                      | 13         | 106        | 17         |
| 2019                                                                            | 291 950              | 699 970   | 41.7           | 52         | 42            | 10            | 5614                     |                      | 11         | 105        | 19         |
| Fuente: Catholic-Hierarchy, que a su vez toma los datos del Anuario Pontificio. |                      |           |                |            |               |               |                          |                      |            |            |            |

## Episcopologio
- Ignazio Ramarosandratana † (25 de mayo de 1939-1 de septiembre de 1957 falleció)
- Edouard Ranaivo † (24 de junio de 1958-30 de abril de 1959 falleció)
- François Xavier Rajaonarivo † (5 de abril de 1960-15 de noviembre de 1985 falleció)
- Armand Toasy (3 de julio de 1987-18 de octubre de 1993 nombrado obispo de Port-Bergé)
  - Sede vacante (1993-1998)
- Raymond Razakarinvonyn (14 de febrero de 1998-15 de febrero de 2007 retirado)
- Jean Claude Randrianarisoa, desde el 15 de febrero de 2007